# Xylotrechus annobonae
Xylotrechus annobonae là một loài bọ cánh cứng trong họ Cerambycidae.